# Reflets dans un œil d'or (roman)
Reflets dans un œil d'or (Reflections in a Golden Eye) est un roman de Carson McCullers, publié en 1941.

## Historique
D'abord paru en feuilleton dans les numéros d'octobre et de novembre 1940 du magazine Harper's Bazaar avant d'être repris en volume en février de l'année suivante, ce roman, aujourd'hui considéré comme un classique de la littérature américaine, est alors fort mal accueilli. 
Lors de l'écriture de ce roman, Carson McCullers l'intitule Army Post (littéralement: La Base militaire) et, une fois achevé, le remise quelque temps dans une penderie pour tenter de s'en dégager.

## Résumé
Sur une base militaire de Géorgie, dans le Sud des États-Unis, le soldat Ellgee Williams, en service depuis deux ans, est employé à des travaux sur la maison du capitaine Penderton. Un soir, par la fenêtre, il voit Leonora, la femme du capitaine nue. Il développe dès lors à son égard une obsession trouble et maladive.  
Homme solitaire et secret, il constate que le couple des Penderton connaît peu de tensions, même si Leonora a plusieurs amants, dont leur voisin, le major Morris Langdon, époux d'une femme qui souffre de dépression chronique. Le capitaine, un homosexuel qui tait son orientation sexuelle, est bientôt troublé par la présence du soldat Williams sans s'apercevoir de l'intérêt de ce dernier pour Leonora. La révélation de ce désir du soldat pour sa femme le rendra doublement jaloux. 

## Particularités du roman
Le roman est dédié à la journaliste suisse Annemarie Schwarzenbach. 
Selon Anthony Slide, Reflets dans un œil d'or  est l'un des seuls quatre romans de langue anglaise traitant d'homosexualité de la première moitié du XXe siècle avec Le Bois de la nuit (1936) de Djuna Barnes, Les Domaines hantés (1948) de Truman Capote et Un garçon près de la rivière (1948) de Gore Vidal.

## Éditions françaises
- Reflets dans un œil d'or, traduit par Charles Cestre, Paris, Stock, 1946
- Reflets dans un œil d'or, traduit par Pierre Nordon, Paris, Stock, « Bibliothèque cosmopolite», 1993

## Adaptation cinématographique
- 1967 : Reflets dans un œil d'or (Reflections in a Golden Eye), réalisé par John Huston, avec Marlon Brando, Elizabeth Taylor, Brian Keith et Julie Harris.